# Lola Marsh

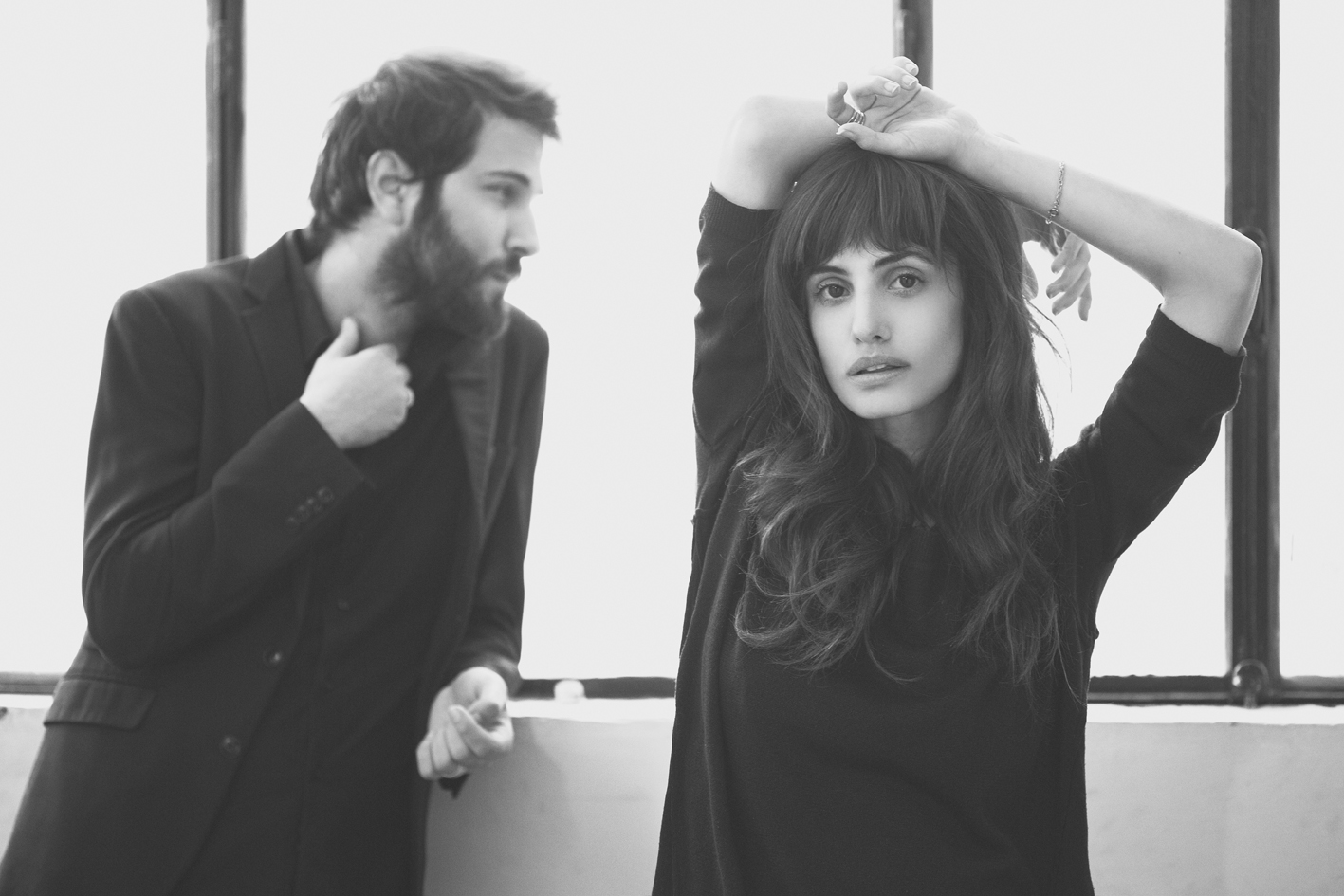
Gil Landau (links) und Yael Shoshana Cohen (rechts)

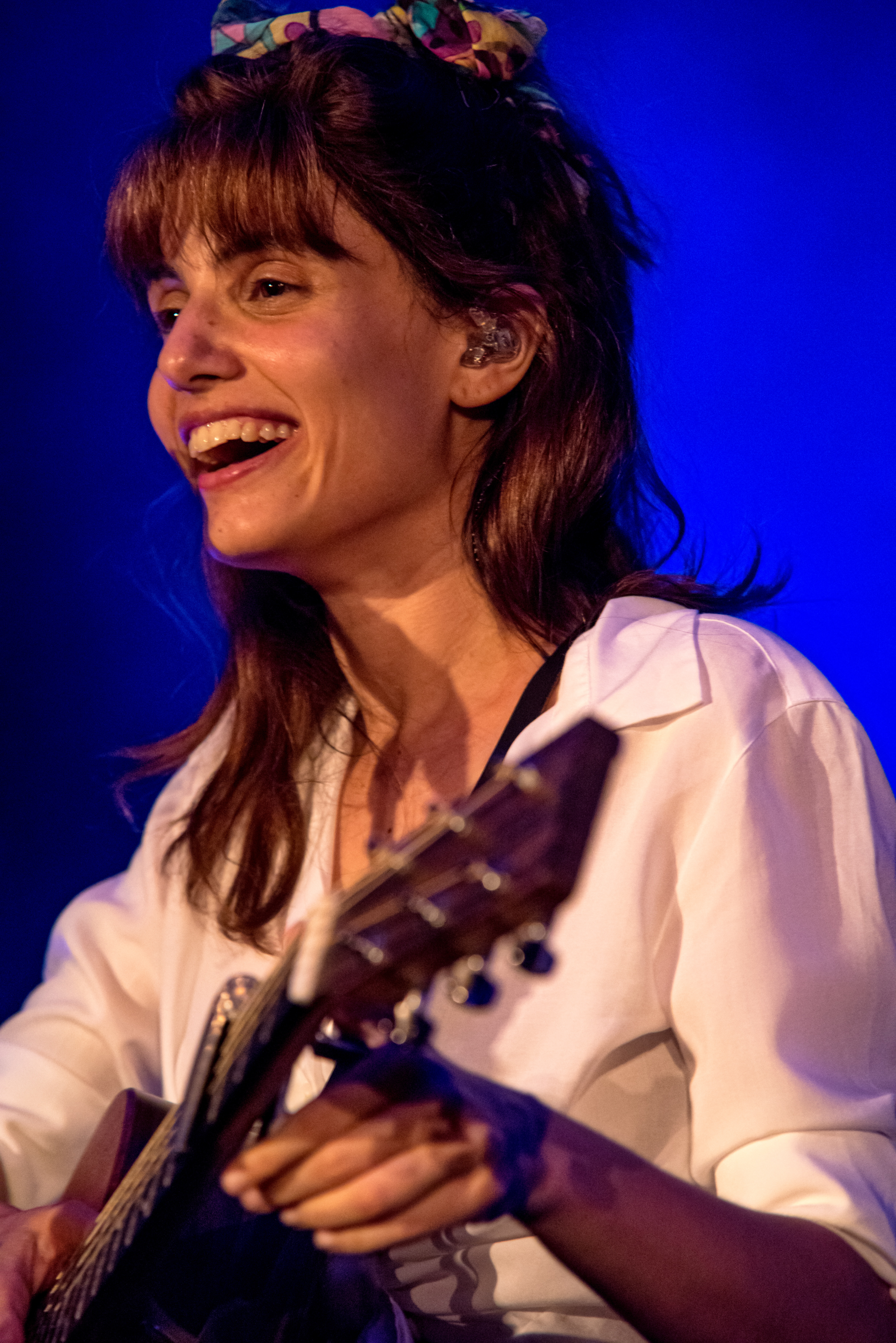
Yael Shoshana Cohen mit Lola Marsh beim Zelt-Musik-Festival 2018 in Freiburg

Lola Marsh (hebräisch לולה מארש) ist eine israelische Indie-Pop-Band aus Tel Aviv. Die Gruppe wurde 2013 von Gil Landau und Yael Shoshana Cohen gegründet, nachdem sie bereits vorher als Duo musiziert hatten.

## Geschichte
Gil Landau (Gitarre, Keyboards) und Yael Shoshana Cohen (Gesang) lernten sich 2011 in Tel Aviv kennen. Sie musizierten zunächst als Duo, schrieben eigene Songs und begannen nach einiger Zeit, eine Band zusammenzustellen. Mit Mati Gilad (Bass), Rami Osservaser (Gitarre, Keyboards) – später ersetzt durch Ran Gil (Keyboards) –, Dekel Dvir (Schlagzeug) traten sie in lokalen Clubs auf und erhielten bald einen Vertrag beim Label Anova Music.
Durch ihren Auftritt beim Primavera Sound Festival 2014 in Barcelona wurden sie einem größeren Publikum bekannt. Im März 2015 erschien ihre erste Single Sirens, die in der Spotify-Liste der „Top 10 Most Viral Tracks in the US“ Platz 5 erreichte. Später wurde der Song in der Fernsehserie Scream benutzt. Nach erfolgreichen Auftritten bei Festivals erhielten sie Verträge bei Universal Music France und Sony ATV.
Die zweite Single You’re Mine kam im Mai 2015 auf den Markt und erreichte die Top 3 bei Spotifys „Most Viral Tracks“ wie auch bei Hype Machines „Most Popular Tracks“. Im Januar 2016 erschien die gleichnamige erste EP der Band.
Im April 2016 schrieben sie mit Madsonik und Keith Power den Song Drift And Fall Again für den Soundtrack des Films Das Jerico Projekt mit Kevin Costner, Gary Oldman, Tommy Lee Jones und Ryan Reynolds in den Hauptrollen. Die dritte Single She’s a Rainbow kam im Mai 2016 heraus.
Im Juni 2017 erschien das Debütalbum Remember Roses, das es in die Schweizer Hitparade schaffte. Es folgten Auftritte bei großen Festivals in Europa und Amerika, darunter das Paléo Festival Nyon, das Festival International de Jazz de Montréal und das Sziget Festival in Budapest.

## Diskografie

### Album
- 2017: Remember Roses
- 2020: Someday Tomorrow Maybe
- 2022: Shot Shot Cherry

### EP
- 2016: You’re Mine

### Singles
- 2015: Sirens
- 2015: You’re Mine
- 2016: She’s a Rainbow
- 2017: Wishing Girl
- 2018: Something Stupid
- 2019: Echoes
- 2019: What am I
- 2019: Only for a Moment
- 2020: Hold On
- 2022: Love me on the phone[5]
- 2022: Satellite